# J-POP LEGEND CAFE
『J-POP LEGEND CAFE』（ジェイポップ レジェンドカフェ）は、2014年4月7日からFM COCOLOで放送されているラジオ番組。放送開始から2023年3月27日までの番組名は『J-POP LEGEND FORUM』（ジェイポップ レジェンドフォーラム）。

## 概要
2014年4月改編にて、『J-POP LEGEND FORUM』の番組名で開始。音楽評論家である田家秀樹が、日本において音楽の礎となったアーティストに毎月1組ずつスポットを当て、アーティスト本人や関係者から深く話を掘り下げるといった内容である。
放送10年目となった2023年4月、リニューアルと共に番組名を『J-POP LEGEND CAFE』に改題した。

## 放送時間
- 月曜 21:00 - 22:00（2014年4月7日 - 2025年3月31日）
- 月曜 18:00 - 19:00（2025年4月7日[4] - ）